# Lophophore resplendissant
 (novembre 2020).
Si vous disposez d'ouvrages ou d'articles de référence ou si vous connaissez des sites web de qualité traitant du thème abordé ici, merci de compléter l'article en donnant les références utiles à sa vérifiabilité et en les liant à la section « Notes et références ».
Lophophorus impejanus
Espèce
Statut de conservation UICN

 LC  : Préoccupation mineure
Statut CITES

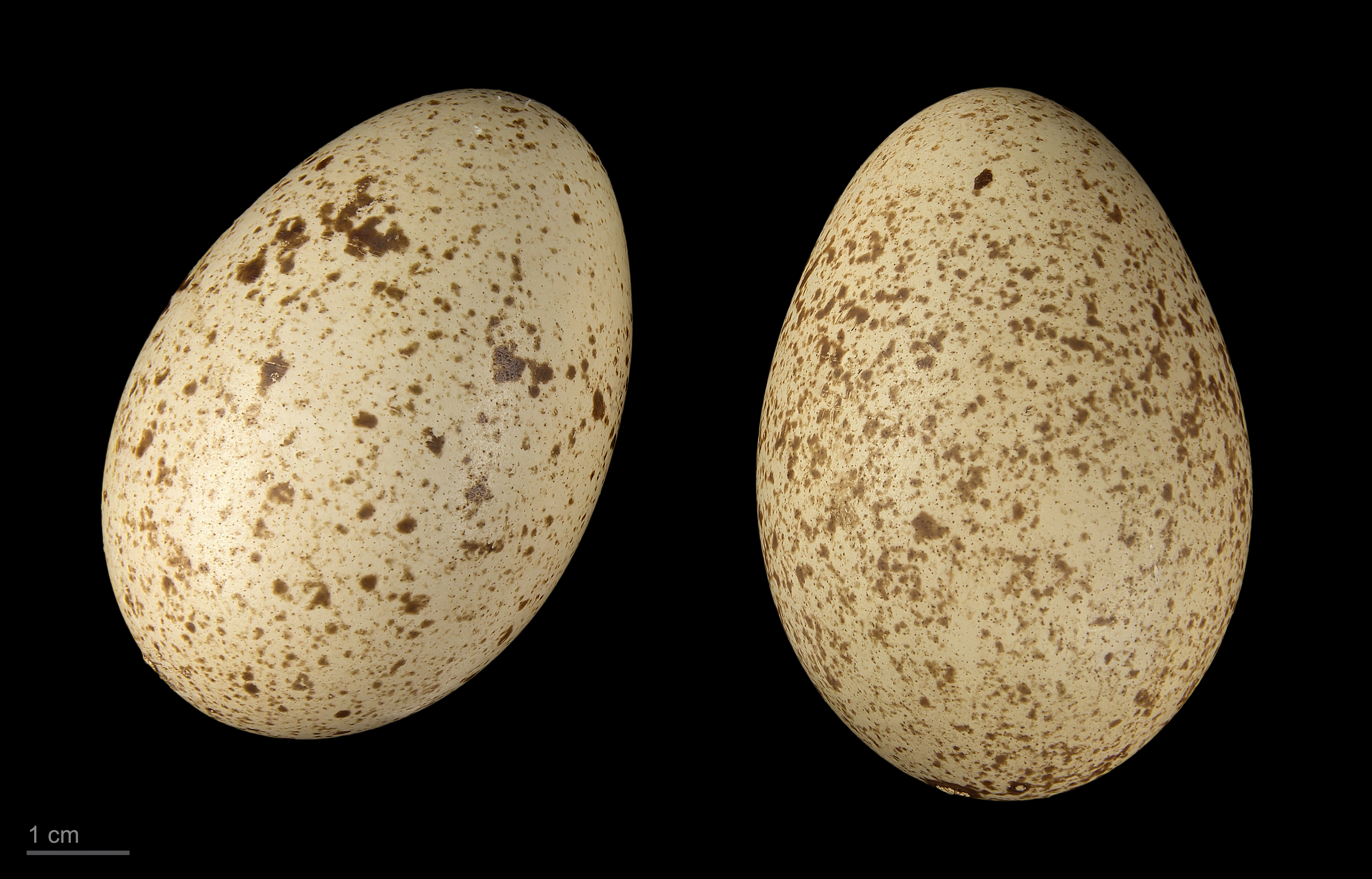
Œuf de Lophophorus impejanus - Muséum de Toulouse

Le Lophophore resplendissant (Lophophorus impejanus) est une espèce d'oiseaux de la famille des Phasianidés. Il est l'oiseau national du Népal sous le nom de Danphé.

## Distribution
Cet oiseau peuple l'extrême nord-est de l’Afghanistan (Nouristan), extrême nord du Pakistan (Safed Koh) et toute la chaîne himalayenne jusqu’à l’Arunachal Pradesh dans l’extrême nord-est de l’Inde.

## Habitat
L’espèce est associée aux vallées escarpées et aux forêts de montagne constituées de conifères et mixtes pourvues d’un sous-bois de fourrés de bambous, de rhododendrons et d’autres formations arbustives.

## Description
Le mâle a un plumage orné de nombreux reflets métalliques verts, pourpres, rouges et bleus. La queue est de couleur cannelle, le croupion est blanchâtre, violet et vert.

La femelle est brun moucheté, avec des rayures noires, blanches et chamois.

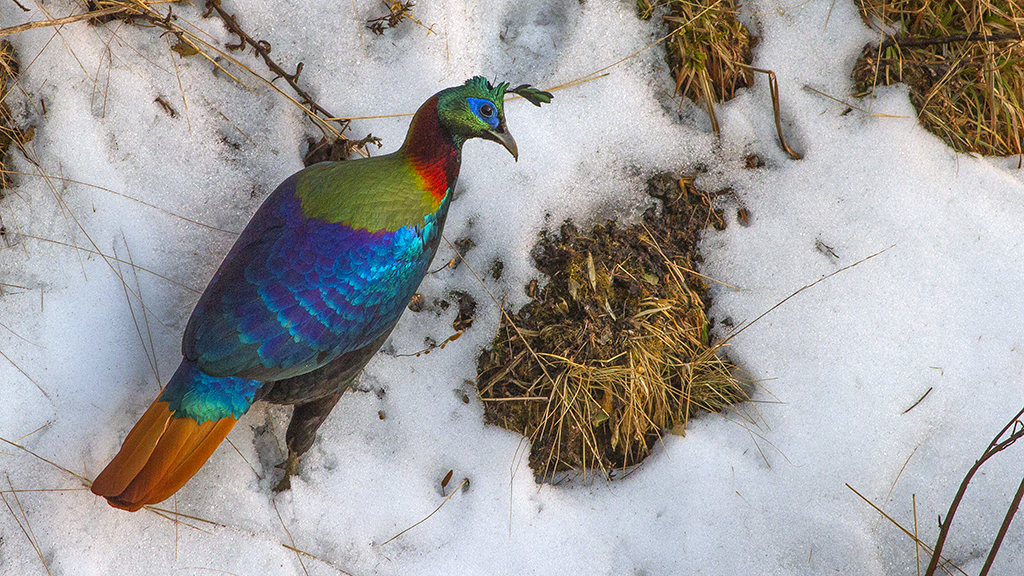
Mâle
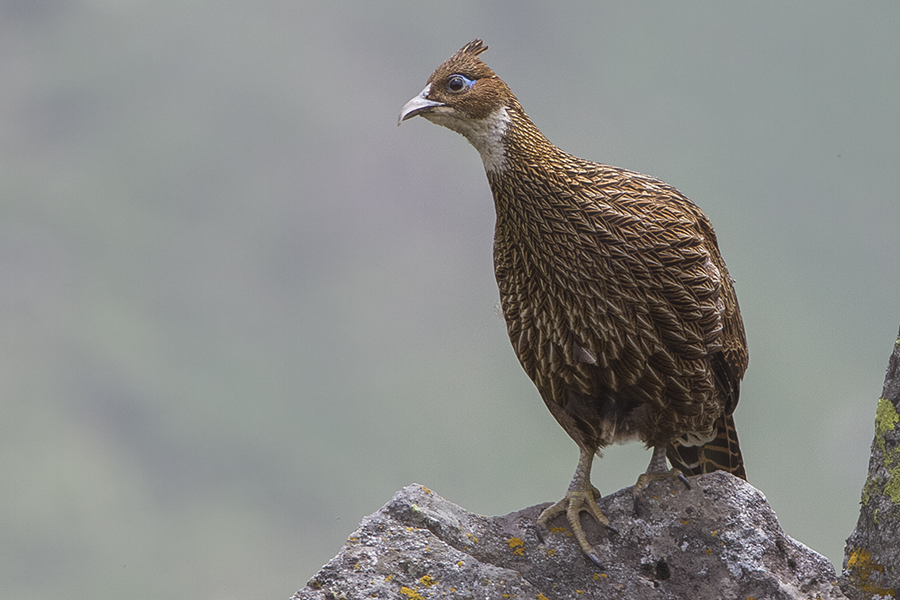
Femelle

## Alimentation
Son régime alimentaire comporte surtout des racines, des bulbes, des tubercules, des rhizomes et des insectes recherchés dans l’humus avec un complément de jeunes pousses, feuilles, bourgeons, graines, baies et glands.

## Comportement non social
Au Népal, le lophophore resplendissant n’était craintif qu’en période de reproduction, sa prudence ayant tendance à s’estomper sous l’influence de la mauvaise saison. Mais la chasse et autres persécutions dont il fait l’objet actuellement l’ont rendu particulièrement farouche toute l’année. En cas de danger, il s’élève lourdement puis plane vers le bas des pentes où il peut atteindre une très grande vitesse et dévaler des centaines de mètres en quelques instants. Mais, une fois arrivé en bas, il doit revenir en marchant car ses ailes trop faibles ne lui permettent pas de remonter en volant.

## Comportement social
Le lophophore resplendissant est d’un naturel grégaire mais les liens entre les membres du groupe sont plutôt lâches. Le haut degré de dimorphisme sexuel, la nature grégaire des femelles, la non-assistance du mâle à la couveuse et sa non-participation à l’élevage des jeunes ont incité les premiers observateurs à qualifier cette espèce de polygame. La réalité est intermédiaire. En élevage en semi-liberté, les mâles sont particulièrement erratiques, à la recherche de femelles au printemps, en période de reproduction, puis rejoignant parfois des groupes de femelles et de jeunes à la fin de l’automne et en hiver. Il n’y a jamais de combats sanglants entre mâles mais seulement des parades d’intimidation. Les femelles isolées ou avec leurs jeunes en saison de reproduction, se regroupent, avec les immatures, dès le mois de novembre.

## Parade nuptiale
Elle se décompose en plusieurs phases qui peuvent être frontales ou latérales et peut comprendre un vol nuptial tout à fait exceptionnel chez les faisans. La première phase a lieu entre mâles, débutant très tôt et se prolongeant jusqu’à la fin de la période de reproduction dans le but d’assurer la dominance territoriale et sexuelle. Les oiseaux se défient en gonflant leur plumage, le corps dressé et le bec pointé vers le haut, tout en marchant lentement et en hochant la tête, agitant ainsi leur huppe.
En parade latérale, le mâle tourne autour de la femelle en cercles concentriques, le cou arqué, la tête et le bec rentrés dans la poitrine tout en relevant la queue légèrement ouverte, en écartant les ailes et en abaissant nettement celle située du côté de sa partenaire. Des hochements de tête agitent remarquablement son aigrette vert bronze. Cette parade peut s’accompagner ou non de cris plus ou moins aigus.
La parade frontale suit immédiatement la parade latérale. Le mâle, face à la femelle, se penche en avant, la poitrine presque au sol, écarte amplement les ailes et agite sa queue rousse largement déployée en éventail dans un mouvement pulsatile, rapide et régulier d’avant en arrière. L’écartement des ailes dévoile et met en valeur le bas du dos blanc ordinairement invisible. Plusieurs photos dans le livre de Hennache & Ottaviani (2005) illustrent bien les différents types de parades.

## Nidification
Le nid est généralement placé dans une simple dépression du sol, au pied d’une touffe d’herbes, entre les racines d’un gros arbre ou, plus rarement, sous un rocher. La ponte a lieu fin avril avec un pic en mai et varie de deux à cinq œufs, le plus souvent quatre ou cinq.

## Prédation
L’aigle royal (Aquila chrysaetos) est un prédateur connu, et les corvidés peuvent consommer les œufs.
L’homme doit cependant représenter le prédateur le plus important par la chasse qu’il exerce pour sa valeur marchande et alimentaire. La collecte de plumes ornementales n’a plus cours aujourd’hui aussi bien au sein des populations humaines locales que dans l’exportation en raison de la disparition de la plumasserie.

## Statut de conservation
Le statut de l'espèce est considéré comme peu préoccupant par l'UICN.

## Galerie

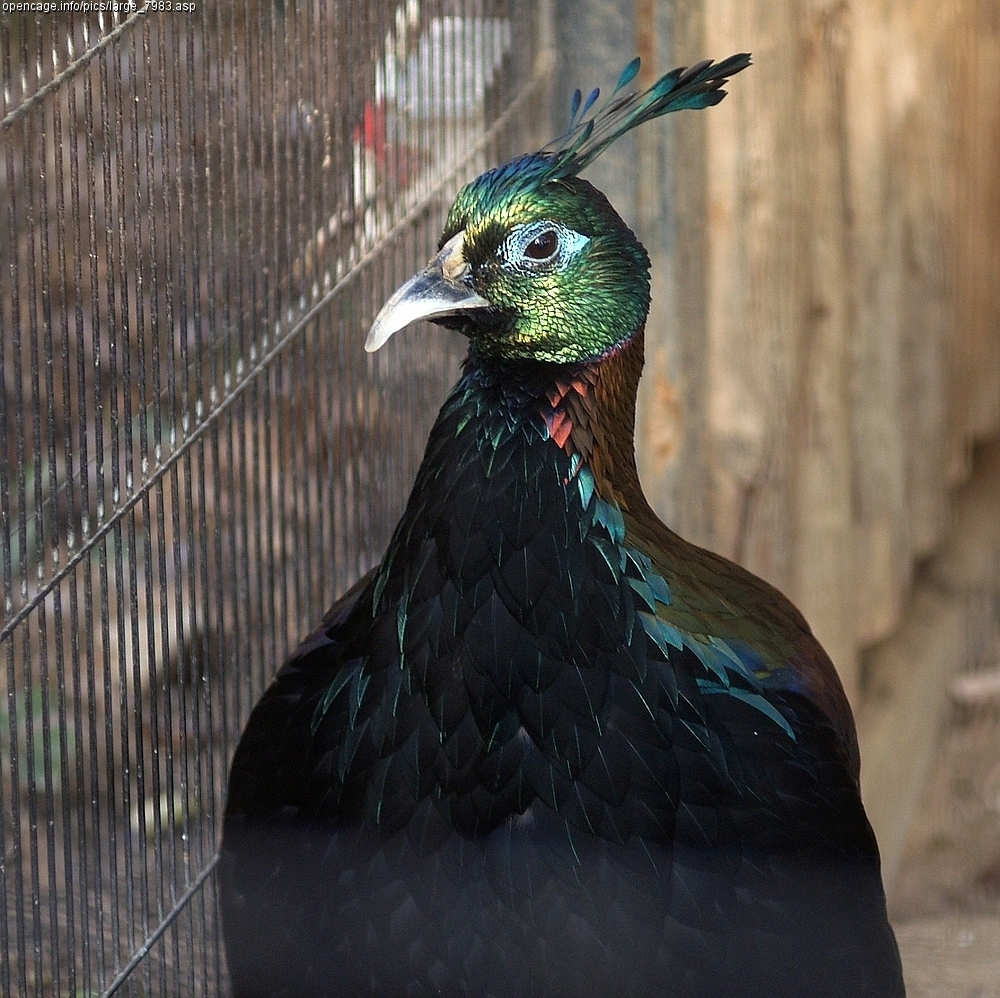
Tête du mâle
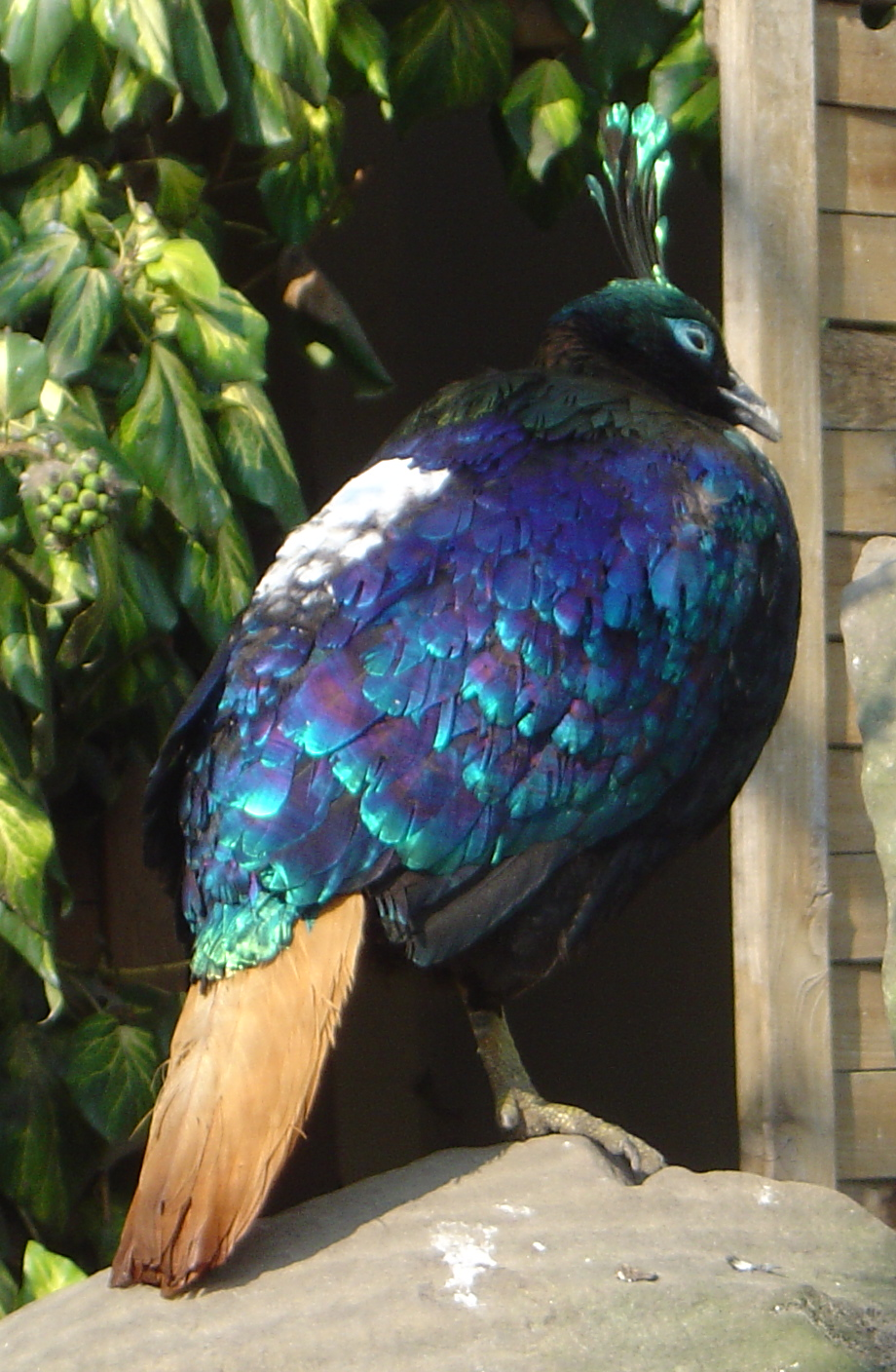
Dos du mâle
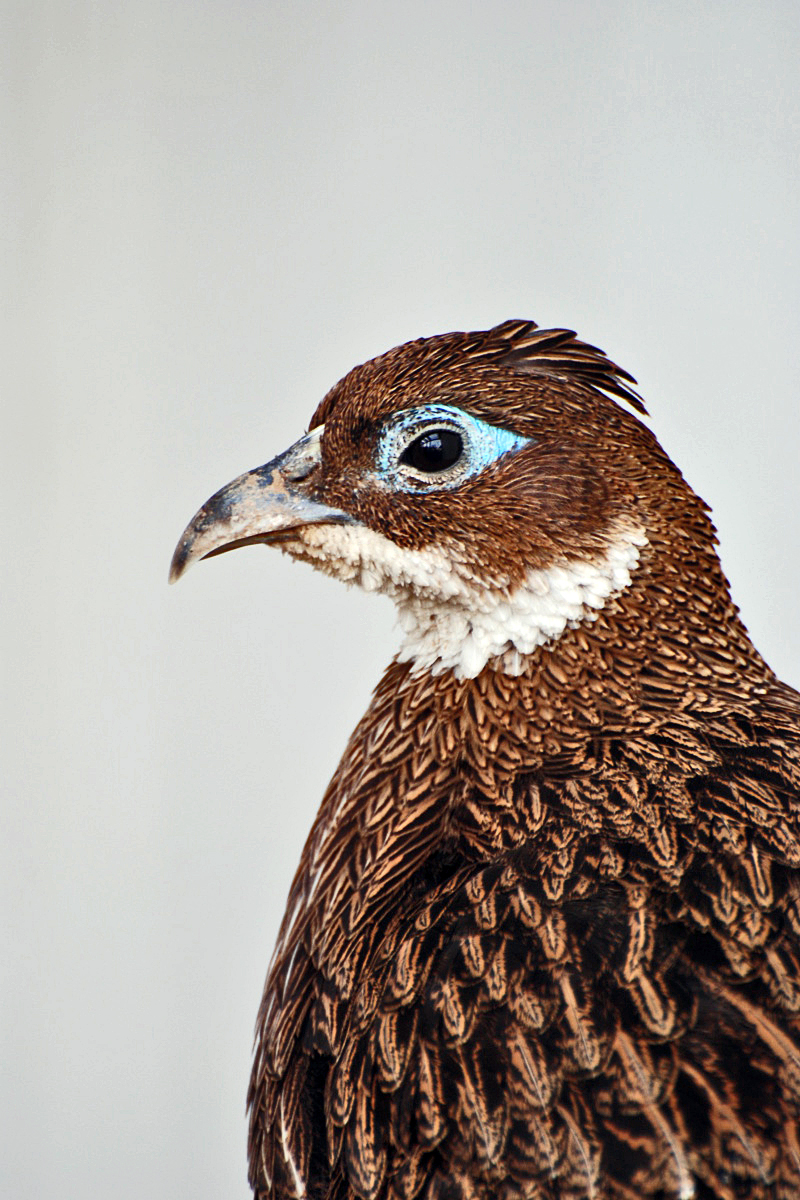
Tête de la femelle
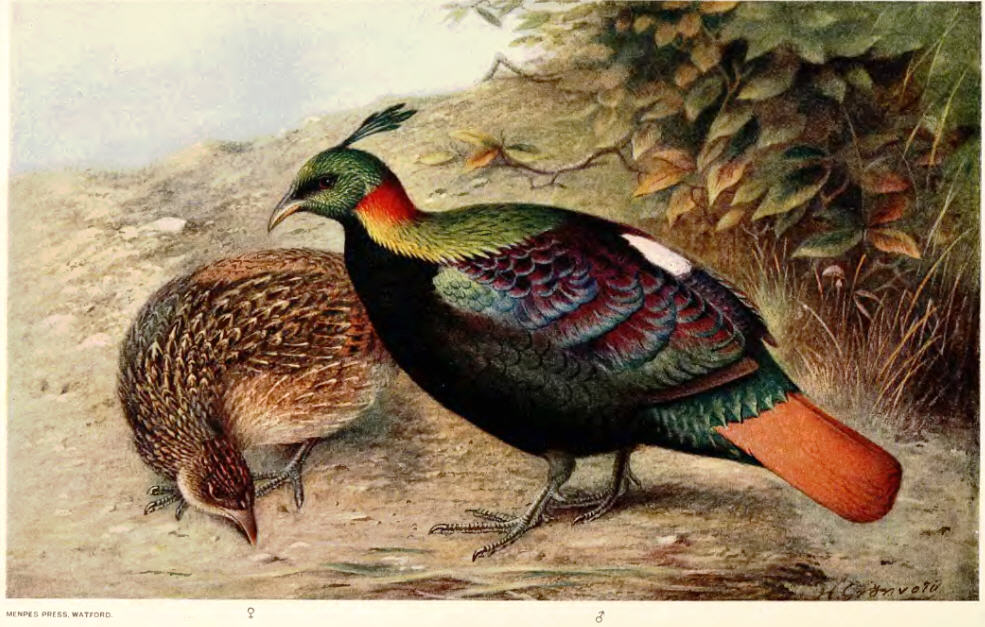
Dessin naturaliste